# Melania Álvarez
Melania Álvarez de Adem es una educadora matemática mexicana que se desempeña como coordinadora de Educación en el Pacific Institute for the Mathematical Sciences (PIMS) y coordinadora de Extensión para el Departamento de Matemáticas de la Universidad de British Columbia en Vancouver.

## Educación
Álvarez creció en la Ciudad de México, donde completó su educación universitaria en la Universidad Nacional Autónoma de México. Más tarde obtuvo una maestría en economía y antropología de la Universidad de Wisconsin-Madison y en investigación de operaciones de la Universidad de Stanford. En 2016 completó un doctorado en educación matemática en la Universidad Simon Fraser bajo la supervisión de Peter Liljedahl.

## Difusión
Álvarez se interesó en ayudar a las minorías desfavorecidas con las matemáticas a partir de un incidente de discriminación racial que ocurrió en Madison, donde su hijo de sexto grado (que había heredado el talento de su madre para las matemáticas) fue colocado en una carrera de matemáticas de nivel inferior debido a su origen étnico latino. Se mudó a Vancouver en 2004 y comenzó el Programa de Escuela de Verano para Académicos Indígenas Emergentes de PIMS en la Universidad de Columbia Británica (UBC) en 2007.
En la UBC, Álvarez es conocida por los campamentos de verano de matemáticas que desarrolló para mejorar la educación matemática de los estudiantes indígenas de secundaria. Es la ganadora en 2012 del Premio Adrien Pouliot, otorgado por la Sociedad Canadiense de Matemáticas por sus importantes contribuciones a la educación matemática en Canadá. 
Además de su trabajo con los pueblos indígenas, Álvarez ha participado activamente en la organización de concursos de matemáticas, talleres y recaudación de fondos para la educación matemática entre la población en general.